# Війна як внутрішнє переживання
«Війна як внутрішнє переживання» (нім. Der Kampf als inneres Erlebnis) — друга книга німецького письменника Ернста Юнґера, опублікована в 1922 році. На відміну від своєї першої праці «У сталевих грозах», де автор на основі щоденників описував свою участь у подіях Першої світової, в цьому есе він подає свої філософські роздуми, чим, на його думку, є війна, як вона трансформує людину та змінює її духовний світ тощо.
Книга має присвяту: «Моєму брату Фріцу, на пам'ять про той день під Лангемарком».

## Історія написання
За висновками літературознавців у написанні цього есе на світогляд Ернста Юнґера мали вплив німецькі філософи, такі як Новаліс, зокрема його праця «Blüthenstaub», а також роботи Фрідріха Ніцше: «Генеалогія моралі» та «По той бік добра і зла». Також помітно вплив експресіоністів, зокрема Казимира Едшмідта з яким Юнґер товаришував і в листопаді 1921 отримав у подарунок його книгу «Im Todesrachen: Die Deutsche Seele Im Weltkriege».
Сам твір видано в 1922 році у видавництві «Militaria-Verlag Mittler». Друге видання мало вийти в 1926 році, для нього Юнґер стилістично дещо переписав текст, але не змінював загальний характер книги. Як зазначає дослідник творчості автора Гельмут Кізель, до 1943 року у Веймарській республіці та Третьому Райху вийшло десять видань загальним накладом 32 тисячі примірників. Після 1945 року за життя Юнґера окремих видань вже не публікувалось, адже ніхто у денацифікованій Німеччині не був готовий брати на себе відповідальність за такий ідеологічно сміливий твір, але в 1960 та 1978 роках текст виходив разом з іншими творами автора у збірниках. По смерті Ернста Юнґера у вже об'єднаній ФРН есе видали в 2012, а також 2013 та 2020 роках.

## Зміст
Есе складається зі вступу та XIII розділів: «кров», «жах», «траншея», «ерос», «пацифізм», «відвага», «ландскнехти», «контраст», «вогонь», «серед своїх», «тривога», «про ворога» та «перед битвою».
Автор пропонує унікальне осмислення війни та боротьби як екзистенційного і духовного досвіду, що виходить за межі звичних уявлень про конфлікт як лише політичне чи історичне явище. Юнґер розглядає війну не просто як зовнішню подію, а як інтенсивний внутрішній досвід, що змінює особистість. Боротьба, на думку автора, є спробою індивіда осягнути свої межі та знайти нову сутність у крайніх ситуаціях. Юнґер також акцентує на кризі культури та цивілізації, що розвивалися під впливом технологій, гедонізму та матеріалізму, і як війна повернула людей до основних, первісних інстинктів, змусивши їх знову зіткнутися з реальністю, в якій розум і пристрасті стають однаковими по суті та як війна викликає в індивіда відчуття небаченого напруження та чистоти. Для Юнґера війна постає також як акт, що може мати певну естетичну красу, коли солдати занурюються в абсолютну концентрацію, подібну до художнього акту. Така героїзація війни відображає його захоплення дисципліною, силою та порядком. Також він наголошує, що саме в умовах хаосу війни людина може проявити власну сутність і прийти до самопізнання. Юнґер інтерпретує боротьбу як метафізичний і духовний акт, який виводить людину за межі повсякденного буття. Він стверджує, що війна є полем, на якому відбувається очищення духу та трансценденція через біль і страждання. Однак він не романтизує насильство, а хоче показати як воно здійснює трансформацію окремої особи. Відповідаючи на пацифізм, автор зазначає, що війна закладена в саму сутність та природу людини і її неможливо уникнути. Також він критикує комфорт і раціональність, які ведуть до занепаду істинних людських цінностей. У протилежність цьому війна, на його думку, постає як спосіб відновлення автентичності та сили духу.

## Переклади

### Український переклад
Український переклад було анонсовано 17 лютого 2022 року — у день смерті Ернста Юнґера, видавництвом «Стилет і стилос». Через початок російського повномасштабного вторгнення видання затрималося, однак вже у квітні 2022 року було готове. Книга вийшла у видавництві «Стилет і стилос», переклад здійснив Олександр Андрієвський з першого німецькомовного видання 1922 року. Книга потрапила до топ-100 книжок 2022 року за версією українського ПЕН у розділі зарубіжна література.
У квітні 2022 року на сайті видавництва «Пломінь» також було опубліковано уривки з есе: розділи «мужність» та «ландскнехти», переклад здійснив Максим Солодовник за виданням 1965 року.

### Іншомовні переклади та видання
Перший іноземний переклад з'явився у 1934 році у Франції. Загалом його ліцензійно видано кількома найбільшими європейськими мовами: французькою (1934, 1997 та 2008), португальською (2005), англійською (2013 та 2021) та італійською (2014).